# Кальман Конрад
Кальман Конрад (угор. Konrád Kálmán; нар. 23 травня 1896, Бачка-Паланка, Австро-Угорщина (сучасна Сербія) — пом. 10 травня 1980, Стокгольм, Швеція) — угорський футболіст і тренер єврейського походження.

## Біографія
Виступав за угорські МТК, «Мадяр АК» (1916), віденські «Аматоре», «Фірст Вієнна» і американський «Бруклін Вондерерс». У МТК, «Аматоре» і «Фірст Вієнні» грав разом із старшим братом Єно Конрадом.
У складі МТК чотири рази перемагав у чемпіонатах Угорщини (1914, 1917, 1918, 1919) і національному кубку 1914 року. У цей час команда встановила своєрідний рекорд: за три сезони здобула 60 перемог, чотири матчі завершила внічию і двічі зазнавала поразок (різниця забитих і пропущених м'ячів 376-46).
З «Аматоре» — дві перемоги у чемпіонаті (1924, 1926) і чотири у кубку Австрії (1921, 1924, 1925, 1926). У цьому клубі його партнерами по лінії атаки були знані голеадори Фердінанд Сватош, Густав Візер, Альфред Шаффер і молода зірка австрійського футболу Маттіас Сінделар.
З листопада 1914 по травень 1928 року провів тринадцять матчів за збірну Угорщини. В 11 іграх її суперником була збірна Австрії.
Тренував мюнхенську «Баварію» (1928–1930), швейцарський «Цюрих» (1930–1931), празьку «Славію» (1933–1935), «Рапід» з Бухареста (1936–1937), чехословацький «Жиденіце» (1937–1939), шведські команди «Еребру» (1939–1942), «Отвідаберг» (1942–1947), «Мальме» (1947–1950), «Роо» (1950–1951), «Дербі» (1951–1955) і «Юнселе» (1955–1956).
Зі «Славією» двічі перемагав у чехословацькій лізі (1934, 1935), а з «Мальме» — у чемпіонатах Швеції (1949, 1950).
| Клуб                | Сезон     | Ліга | Ліга | Кубок | Кубок | Всього | Всього |
| Клуб                | Сезон     | Ігри | Голи | Ігри  | Голи  | Ігри   | Голи   |
| ------------------- | --------- | ---- | ---- | ----- | ----- | ------ | ------ |
| МТК (Будапешт)      | 1913/1914 | 13   | 14   |       |       | 13     | 14     |
| МТК (Будапешт)      | 1916/1917 | 17   | 20   | —     | —     | 17     | 20     |
| МТК (Будапешт)      | 1917/1918 | 14   | 12   | —     | —     | 14     | 12     |
| МТК (Будапешт)      | 1918/1919 | 20   | 25   | —     | —     | 20     | 25     |
| «Аматоре» (Відень)  | 1919/1920 | 22   | 18   | 5     | 5     | 27     | 23     |
| «Аматоре» (Відень)  | 1920/1921 | 21   | 22   | 3     | 1     | 24     | 23     |
| «Аматоре» (Відень)  | 1921/1922 | 12   | 10   | 3     | 2     | 15     | 12     |
| «Аматоре» (Відень)  | 1922/1923 | 22   | 13   | 0     | 0     | 22     | 13     |
| «Аматоре» (Відень)  | 1923/1924 | 17   | 7    | 2     | 0     | 19     | 7      |
| «Аматоре» (Відень)  | 1924/1925 | —    | —    | 4     | 1     | 4      | 1      |
| «Фірст Вієнна»      | 1924/1925 | 10   | 6    | —     | —     | 10     | 6      |
| «Аматоре» (Відень)  | 1925/1926 | 22   | 10   | 4     | 3     | 26     | 13     |
| «Бруклін Вондерерс» | 1926/1927 | 27   | 2    | —     | —     | 27     | 2      |
| МТК (Будапешт)      | 1927/1928 | 13   | 7    |       |       | 13     | 7      |
| Всього              | Всього    | 230  | 166  | 21    | 12    | 251    | 178    |

## Титули і досягнення
Як гравця:
- Чемпіон Австрії (1):

«Аматоре»:  1926
- Володар Кубка Австрії (4):

«Аматоре»:  1921, 1924, 1925, 1926
Як тренера:
- Чемпіон Чехословаччини (2):

«Славія»:  1934, 1935
- Володар Кубка Румунії (1):

«Рапід» (Бухарест):  1937
- Чемпіон Швеції (2):

«Мальме»: 1949, 1950
- Володар Кубка Швеції (1):

«Мальме»:  1947